# Estação Jororó
Jororó é uma estação de trem do Rio de Janeiro.